# Вјале Фратели Черви (Павија)
Вјале Фратели Черви је насеље у Италији у округу Павија, региону Ломбардија.
Према процени из 2011. у насељу је живело 163 становника. Насеље се налази на надморској висини од 65 м.